# المصور (فلم)
المصور (بالإنجليزية: The Cameraman) هو فيلم كوميدي رومانسي أمريكي صامت انتج في سنة 1928، أخرجه إدوارد سيدجويك وباستر كيتون، الفيلم بطولة باستر كيتون ومارسيلاين داي وهارولد جودوين.
المصور هو أول فيلم لباستر كيتون مع مترو جولدين ماير وقد اعتبر الجمهور والنقاد أن كيتون لا يزال في قمة مستواه، ورغم ذلك وبعد ما يزيد قليلًا عن العام إنتزعت إم جي إم سيطرة كيتون الإبداعية على أفلامه مما تسبب في ضرر شديد وطويل الأمد على مسيرته الفنية، وقد علق كيتون في وقت لاحق على انتقاله إلى إم جي إم قائلًا «أسوأ خطأ في مسيرتي».
المصور كان خلال نقطة معينة يعتبر فيلماً مفقوداً، ولكن تم اكتشاف طبعة كاملة به في باريس في سنة 1968، وطبعة أخرى ذات جودة أعلى بكثير، إلا أن بعض اللقطات كانت مفقودة وقد اكتشفت هذه اللقطات في سنة 1991، وتم دمج الطبعتين في طبعة واحدة بأعلى جودة ممكنة وعرضت في جميع أنحاء العالم.

## طاقم التمثيل
- باستر كيتون - باستر
- مارسيلاين داي - سالي ريتشاردز
- هارولد جودوين - هارولد ستاج
- سيدني براسي - إدوارد جي بلاك، المدير
- هاري جريبون - هينيسي، الشرطي
- ريتشارد ألكسندر - أسد البحر
- إدوارد بروفي - رجل في غرفة تغيير الملابس
- راي كوك - رجل يعمل في المكتب
- ڤيرنون دانت - رجل في مايوه ضيق
- ويليام إيرفينج - مصور
- هاري كيتون - رجل في حمام السباحة
- لويس كيتون - امرأة في حمام السباحة
- تشارلز ليندبيرج - نفسه (لقطة أرشيفية)
- بيرت مورهاوس - راندال
- القرد - القرد

## التقديرات
في عام 2005 تم اختيار الفيلم للحفظ في السجل الوطني السنيمائي من قبل مكتبة الكونجرس في أمريكا باعتباره «ذو أهمية ثقافيًا وتاريخيًا أو جماليًا».

## وصلات خارجية
- المصور على موقع IMDb (الإنجليزية)
- المصور على موقع روتن توميتوز (الإنجليزية)
- المصور على موقع ألو سيني (الفرنسية)
- المصور على موقع Turner Classic Movies (الإنجليزية)
- المصور على موقع أول موفي (الإنجليزية)
- المصور على موقع فيلمافينيتي (الإسبانية)
- المصور على موقع قاعدة بيانات الأفلام السويدية (السويدية)
- المصور على موقع قاعدة بيانات الفيلم (الإنجليزية)
- المصور على موقع ليتربوكسد (الإنجليزية)
- المصور على موقع كينوبويسك (الروسية)
- المصور متوفر للتحميل المجاني على أرشيف الإنترنت
- المصور على موقع أول موفي.
- The Cameraman at SilentEra